# Френологія

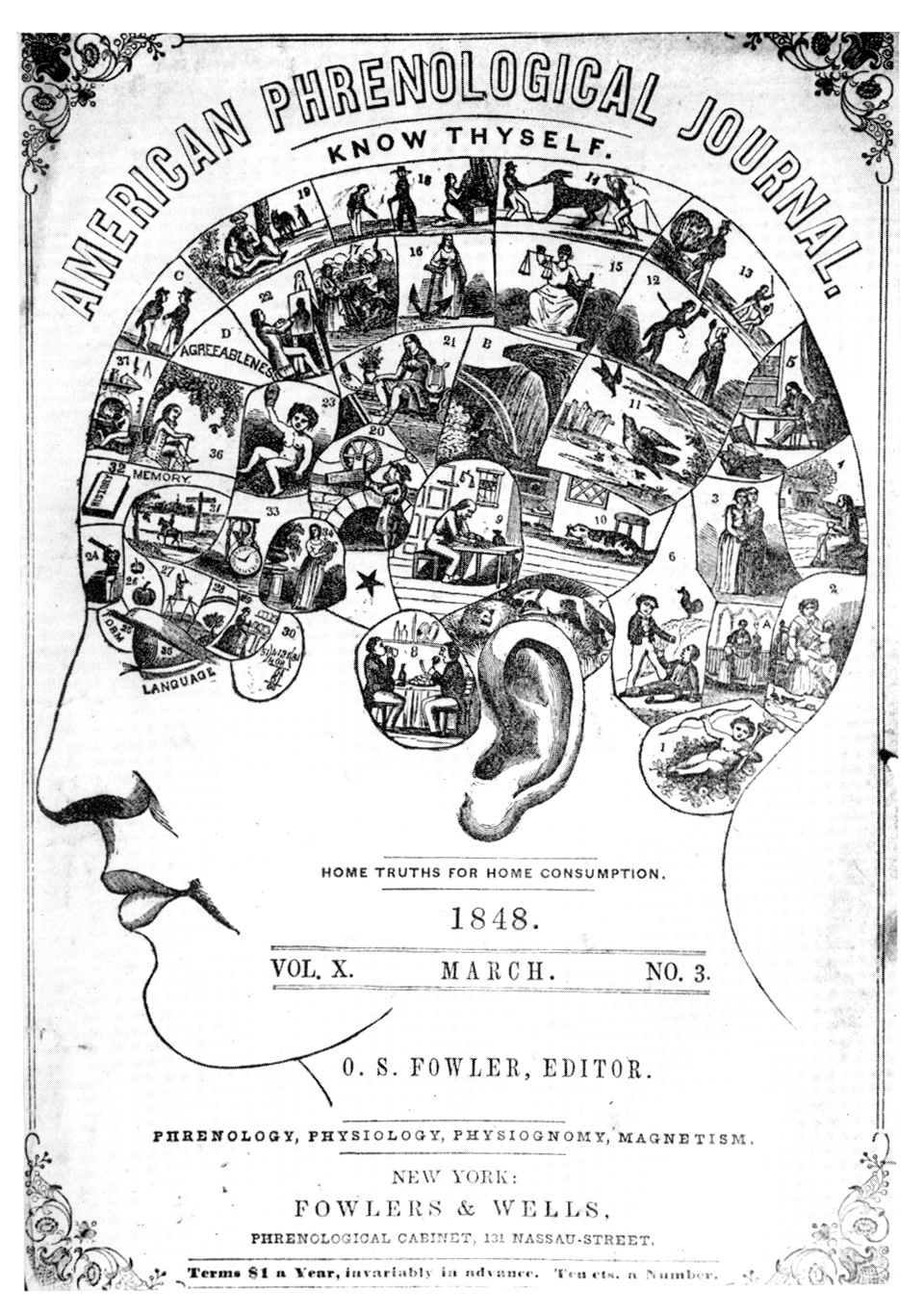
Обкладинка Американського френологічного журналу, березень 1848 р.

Френологія (англ. phrenology) — псевдонаука, яка полягає у вивченні форми черепа для прогнозування психічних особливостей та інтелекту людини. Вона базується на концепції, що мозок є органом розуму, і що певні ділянки мозку мають локалізовані, специфічні функції або модулі. Стверджувалося, що мозок складається з різних «м'язів», тому ті, які використовуються частіше, є більшими, що зумовлює відмінності у формах черепа. Це мало пояснювати наявності горбків на черепі в різних місцях. Мозкові «м'язи», які не використовувалися так часто, залишалися маленькими й тому, нібито, не проявлялися на зовнішній поверхні черепа.
Хоча обидві ці ідеї мають під собою реальне підґрунтя, френологія узагальнює за межами емпіричного знання, відхиляючись від науки. Ключове френологічне уявлення про те, що вимірювання контуру черепа може передбачити риси особистості, було дискредитоване емпіричними дослідженнями. Розроблена німецьким лікарем Францом Йозефом Галлем у 1796 році, дисципліна була впливовою у XIX столітті, особливо в період з 1810 по 1840 роки. Головним британським центром френології був Единбург, де в 1820 році було засновано Единбурзьке френологічне товариство.

## Історія
Засновником Френології на початку XIX століття був німецький вчений Франц Йозеф Галль (1758—1828). Він склав класифікацію психічних «здібностей» (на думку Галля, існує 27 здібностей, його послідовник Йоганн Гаспар Шпурцгайм (1776—1832) додав до них ще 8).
Френологія була дуже популярна в першій половині XIX століття. Але розвиток нейрофізіології показав неспроможність теорії Галля, і суспільство поступово втратило інтерес до френології. На сьогодні прийнято вважати, що психічні властивості людини не визначаються рельєфом поверхні мозку. Крім того, форма черепа не повторює форми мозку. Однак, серйозних наукових досліджень стосовно спростування науковості френологічних принципів не проводили. Було просто проголошено про «наукову неспроможність» френології, так само як і інших псевдонаук — хіромантії, астрології тощо.
Френологія була популярна фактично до початку XX століття (навіть у «Записках про Шерлока Холмса» професор Моріарті говорить Холмсу про розвинутість його лобних доль). Примітно, що англійське френологічне товариство припинило своє існування лише в 1967 році.

## Ідеї
Свої погляди Галль базував на переконанні, що всі психічні властивості нібито локалізуються в півкулях мозку, а при розвитку викликають розростання певної ділянки мозку. Це, своєю чергою, призводить до утворення опуклості на відповідній ділянці черепа; при недорозвиненні будь-яких властивостей в черепі утворюються западини. Отже, згідно з положеннями френології, видимий обрис черепа, вдавленого або, навпаки, опуклого, свідчить про менший або більший розвиток тих чи інших ділянок головного мозку.
При всій спекулятивності та міфологічності френології, загальна ідея про зв'язок психіки з корою великих півкуль була правильною. Проте кінцеві висновки виявилися хибними.